# Проскурівське гетто
Проску́рівське ге́тто — єврейське гетто в період Другої світової війни, створене нацистською Німеччиною 14 грудня 1941 року в місті Проскурові на території СРСР, окупованій нацистами в результаті операції «Барбаросса».
У територію гетто входили єврейські райони міста, що були загороджені колючим дротом: від Південного Бугу по вулиці Кам'янецькій до вулиці Подільської й по ній до вулиці Проскурівського підпілля і до Південного Бугу. На сьогодні це центральна частина міста.

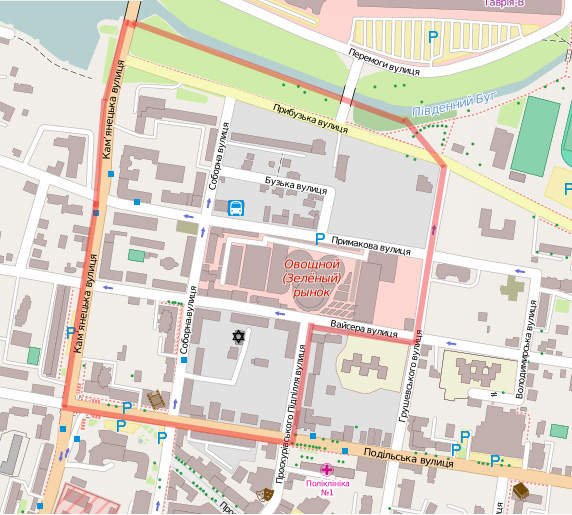
Проскурівське гетто від Південного Бугу по вулиці Кам'янецькій до вулиці Подільської і по ній до вулиці Проскурівського підпілля (сучасні вул. Вайсера та вул. Грушевського) і до Південного Бугу

На той час у гетто приблизно перебувало 3 тисячі євреїв. Речі, відібрані в євреїв, зберігались на території трикотажної фабрики на вулиці Набережній. Навколо гетто стояли спостережні башти з черговими, які мали зброю, яку могли використовувати в разі бунту. Умови, в яких жили євреї, були дуже поганими: вогко, холодно й антисанітарія повсюди. У будинках знаходилась велика кількість людей, спали на землі, харчування було дуже погане, люди їли практично те, що самі знаходили.
Робітниче гетто розташовувалось у Лезневому, селі на північний схід від Проскурова (із 1963 року це один із мікрорайонів міста). Євреїв у гетто переважно примушували працювати на будівництві та на ремонтних роботах шосейної дороги.
Євреїв, які жили в окупованому місті, почали розстрілювати ще з осені 1941 року. Машина смерті запрацювала ще сильніше через рік — восени 1942 року. Євреїв розстрілювали у два етапи. На початку жовтня розстріляли мешканців гетто, а 30 листопада 1942 року були розстріляні в'язні робітничого єврейського табору та спеціалісти, які там утримувалися. Після розстрілу євреїв у Проскурові нацисти взялися за єврейське населення навколишніх сіл. Всього було розстріляно більш ніж 9500 осіб.